# 杭州国寿君澜大饭店

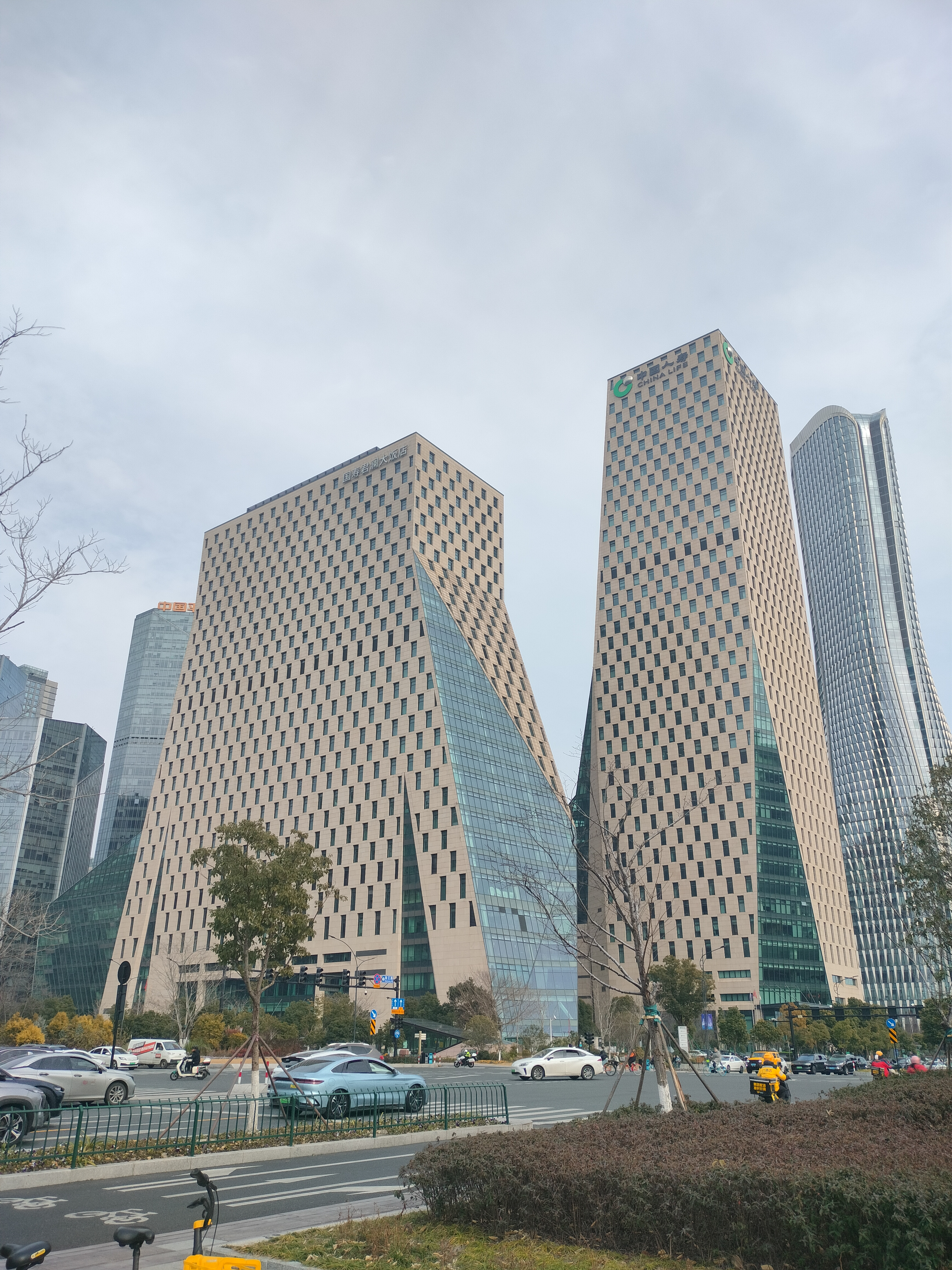
中国人寿大厦3号楼（左）与1号楼（右）

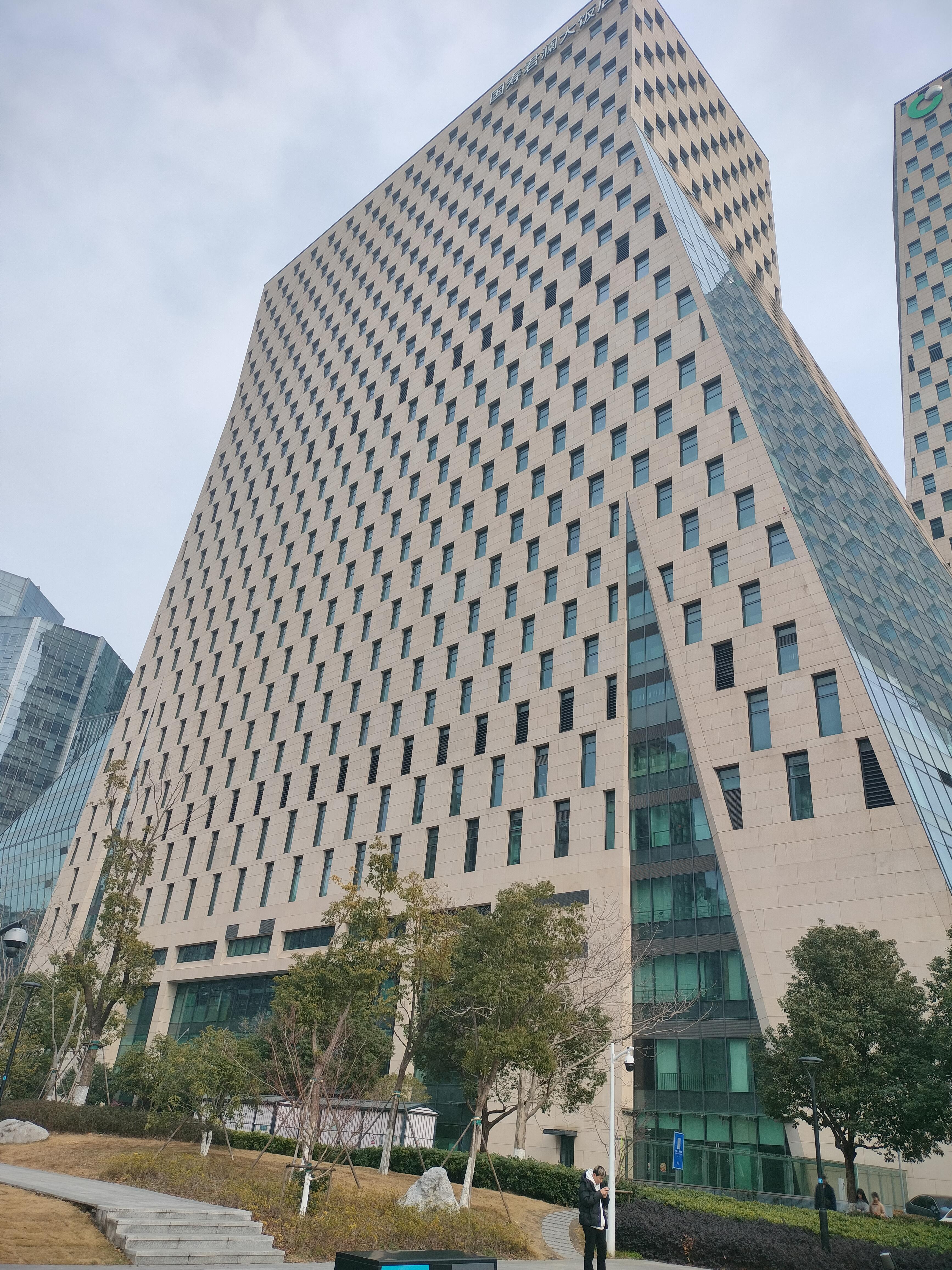
3号楼

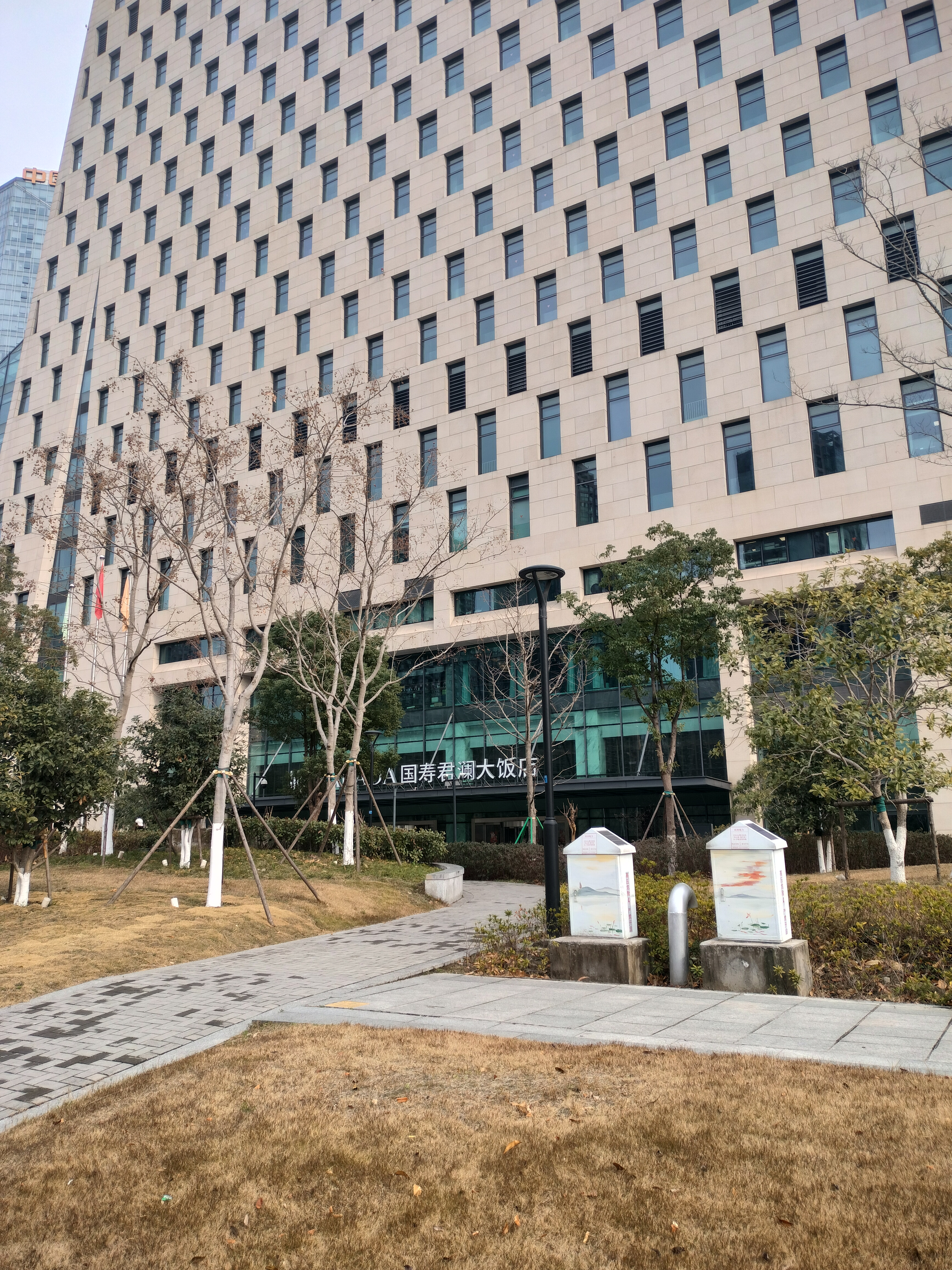
饭店正门

杭州国寿君澜大饭店位于杭州上城区新业路300号中国人寿大厦3幢，由中国人寿集团旗下寿险公司、国寿健投公司与君澜酒店管理公司三方联合打造，是属于君亭酒店集团旗下的五星级酒店，也是中国人寿旗下的康养酒店，2023年5月31日开业。

## 简介
饭店有390套房间，有2个主题餐厅（中式、西式各1个）、2个大型宴会厅、1个多功能厅、9个会议室，以及游泳池、健身中心、水疗中心等设施。
饭店将康养理念与传统文化融入日常服务，建筑设计也融入宋韵古风。

## 交通
可乘杭州地铁9号线至新业路站C1b出口到达。